# Sensible World of Soccer 96/97
 (novembre 2019).
Si vous disposez d'ouvrages ou d'articles de référence ou si vous connaissez des sites web de qualité traitant du thème abordé ici, merci de compléter l'article en donnant les références utiles à sa vérifiabilité et en les liant à la section « Notes et références ».
Sensible World of Soccer 96/97 est un jeu vidéo de football sorti en 1996 sur Amiga et DOS. Il s'agit de la mise à jour de la version précédente Sensible World of Soccer 95/96. Le jeu a été développé par Sensible Software et édité par Renegade Software.
Le jeu fait partie de la série Sensible Soccer.

## Système de jeu
Un seul bouton est suffisant pour tout faire : contrôler, tacler, passer, tirer.
Toujours pas d'ennui de licence pour les noms des joueurs. Le jeu compte sur une base de données élargie à plus de 23 000 footballeurs.
Le système des transferts est toujours présent, sans oublier le mode carrière, limitée à 20 saisons.

## Émulation
Aujourd'hui, le jeu continue de vivre grâce à une communauté de passionnés qui continue d'éditer le titre Amiga sous l’émulateur Win UAE, la base de données joueurs est ainsi mise à jour et le « moteur de jeu » reste celui de la version Commodore.